# Uzumaki Naruto
Uzumaki Naruto (Nhật: うずまき ナルト (Tuyền Qua Minh Nhân) Hepburn: Uzumaki Naruto) (/ˈnɑːrətoʊ/) là nhân vật hư cấu trong bộ manga và anime Naruto của tác giả người Nhật Masashi Kishimoto.  Anh là một ninja trẻ tuổi từ làng Lá — một ngôi làng giả tưởng và đóng vai trò là nhân vật chính trong bộ truyện cùng tên. Khi anh còn nhỏ, dân làng thường chế nhạo và khinh bỉ anh vì con Cửu Vĩ Hồ ly — một con quái vật độc ác từng tàn phá làng Lá — đã bị phong ấn trong cơ thể anh. Dù vậy, anh vẫn ước mơ trở thành Hokage (trưởng làng) để được họ công nhận. Tính cách vô tư, lạc quan, hay ồn ào, hoạt bát giúp anh trở thành bạn của những ninja cùng và khác làng. Naruto xuất hiện trong truyện, phim, và cả các phương tiện truyền thông khác, như video game, OVA và cả series hậu truyện Boruto – Naruto hậu sinh khả úy của Ukyo Kodachi mà con trai của anh Uzumaki Boruto là nhân vật chính.
Khi sáng tạo ra nhân vật Naruto cho phần đầu của bộ truyện, tác giả Kishimoto muốn anh là một cậu bé có một tính cách vô tư và ngốc nghếch, nhưng cũng mang nhiều phẩm chất lý tưởng của một người anh hùng, và có mặt tối là chịu đựng nhiều bi kịch trong quá khứ. Ông đã sửa lại ngoại hình của anh nhiều lần bằng cách đổi trang phục để phù hợp hơn với khán giả phương Tây và cũng dễ vẽ hơn. Khi vẽ phần II (2,5 năm sau phần I, theo cốt truyện), thiết kế của nhân vật Naruto đã được thay đổi. Diễn viên lồng tiếng của Naruto là Junko Takeuchi (tiếng Nhật) và Maile Flanagan (tiếng Anh).
Các sản phẩm thương mại ăn theo Naruto như mô hình, đồ chơi và móc khóa đã được tung ra thị trường. Quá trình phát triển nhân vật này được nhiều tờ báo về manga và anime bình phẩm tích cực, cũng như thu hút chú ý từ giới phê bình. Dù ban đầu, một số ý kiến cho rằng Naruto cũng chỉ là một nhân vật chính trong anime và manga không mang nhiều sự khác biệt so với phần lớn shounen manga, số khác lại đề cao cách tác giả Kishimoto phát triển tính cách của anh vì nó tách biệt khỏi khuôn mẫu thông thường. Nhiều nghiên cứu văn học cũng chọn Naruto làm chủ đề, giúp anh trở thành một trong những nhân vật hư cấu nổi bật nhất.

## Tạo dựng

Naruto trong Phần 2

Khi Kishimoto sáng tạo nhân vật Naruto, anh kết hợp nhiều nét tiêu biểu mà anh cảm nhận sẽ cấu thành một anh hùng lí tưởng: một cách suy nghĩ thẳng thắn, một mặt lại tinh nghịch, và nhiều tính cách của Goku từ tác phẩm "7 Viên Ngọc Rồng". Anh cũng luôn đảm bảo cho Naruto "đơn giản và ngốc nghếch". Kishimoto không dựng hình Naruto theo một ai cụ thể, mà tưởng tượng cậu ta như một đứa trẻ với một mặt tối gây ra bởi quá khứ khắc nghiệt của cậu. Dù vậy, cậu ta luôn lạc quan, một nét mà Kishimoto nói là khiến cậu ta riêng biệt.
Trang phục của Naruto dựa theo quần áo Kishimoto mặc khi anh còn nhỏ (theo lời Kishinoto nói), sử dụng một thiết kế có sẵn sẽ không khiến Naruto riêng biệt nhưng ngược lại một thứ là bản gốc có thể khiến cậu ta quá khác biệt. Màu cam của trang phục sẽ khiến Naruto trông "quậy", với màu xanh dương thường dùng để bổ sung màu cam. Bởi vì Naruto có gắn kết với xoắn ốc, các hoa văn hình xoắn được gắn kết vào trang phục. Hình minh họa ban đầu của Naruto thì cậu ta đi giày, nhưng Kishimoto thay thế bằng dép, vì anh thích vẽ ngón chân. Kính bảo hộ mà Naruto từng đeo cũng được thay thế bằng một băng bảo vệ trán, vì bản thân cái kính đã quá tốn thời gian vẽ. Kishimoto nói rằng anh rất vui khi nhân vật của mình có tóc vàng và mắt xanh. Biên tập cho tờ Shonen Jump ở Hoa Kỳ nói thêm rằng anh ta đã nói bóng gió những nét trên có thể lôi cuốn độc giả phương Tây. Kishimoto nói là anh đồng cảm với Naruto nhất trong tất cả nhân vật của Naruto. Khi được hỏi vì sao món ăn ưa thích của Naruto là mì Ramen (một loại mì Nhật bắt nguồn từ Trung Hoa) thay vì mì Udon "cáo" (một loại mì dày từ lúa phổ biến trong ẩm thực Nhật), Kishimoto nói là cá nhân anh thích ăn ramen. Khi thiết kế Naruto cho Phần 2, Kishimoto vẽ băng bảo vệ trán của Naruto rộng hơn để khiến lông mày cậu dễ vẽ hơn, một điều mà đã làm anh khó chịu trong bản trước. Anh cũng lưu ý là quần của Naruto khiến cho nhân vật trông trẻ con hơn. Để khắc phục, Kishimoto thiết kế cho một phần quần của Naruto xắn lên, giúp nhân vật trông trưởng thành hơn.
Trong phiên bản tiếng Nhật ban đầu của Naruto, Naruto thường kết thúc câu nói của mình bằng từ thêm vào  "-ttebayo" (có tác dụng tương tự như kết thúc câu nói bằng biết không?). Kishimoto muốn cho Naruto một từ cửa miệng như của trẻ con, và dattebayo đập vào ý nghĩ. Kishimoto tin rằng cụm từ bổ sung cho tính cách nhân vật Naruto, và đóng vai trò làm một cái tật về lời nói khiến cậu ta hơi giống một đứa bé hỗn xược.